# Węgrzynów
Węgrzynów [pronunciación en polaco: /vɛŋˈɡʐɨnuf/] es un pueblo ubicado en el distrito administrativo de Gmina Wolbórz, dentro del Distrito de Piotrków, Voivodato de Łódź, en Polonia central. Se encuentra aproximadamente a 5 kilómetros al este de Wolbórz, a 18 kilómetros al noreste de Piotrków Trybunalski, y a 45 kilómetros al sureste de la capital regional Łódź.
El pueblo tiene una población de 10 habitantes.